# Йоп Одентал
Йоп Одентал (нід. Joop Odenthal, 15 березня 1924, Гарлем — 19 січня 2005, Неде) — нідерландський футболіст, що грав на позиції захисника за клуби «Гарлем» та «Енсхеде», а також за національну збірну Нідерландів.

## Клубна кар'єра
У дорослому футболі дебютував 1948 року виступами за команду «Гарлем», в якій провів сім сезонів. 
1955 року перейшов до «Енсхеде», за який відіграв заключні п'ять сезонів своєї кар'єри. Більшість часу, проведеного у складі «Енсхеде», був основним гравцем захисту команди. Завершив професійну кар'єру футболіста виступами за команду «Енсхеде» у 1960 році.

## Виступи за збірну
1951 року дебютував в офіційних матчах у складі національної збірної Нідерландів.
1952 року був включений до заявки національної збірної Нідерландів для участі у футбольному турнірі на Олімпійських іграх 1952 року у Гельсінкі, де взяв участь у єдиному матчі своєї команди, яка припинила боротьбу у першому ж колі змагання.
Загалом протягом кар'єри в національній команді, яка тривала 6 років, провів у її формі 13 матчів.
Помер 19 січня 2005 року на 81-му році життя у місті Неде.
| Дата       | Місто     | Господарі  | Результат | Гості      | Турнір           | Голи | Примітки |
| ---------- | --------- | ---------- | --------- | ---------- | ---------------- | ---- | -------- |
| 27-10-1951 | Роттердам | Нідерланди | 4 – 4     | Фінляндія  | товариський матч | -    |          |
| 25-11-1951 | Роттердам | Нідерланди | 6 – 7     | Бельгія    | товариський матч | -    |          |
| 14-5-1952  | Амстердам | Нідерланди | 0 – 0     | Швеція     | товариський матч | -    |          |
| 16-7-1952  | Турку     | Нідерланди | 1 – 5     | Бразилія   | ОІ 1952          | -    |          |
| 19-4-1953  | Амстердам | Нідерланди | 0 – 2     | Бельгія    | товариський матч | -    |          |
| 27-9-1953  | Осло      | Норвегія   | 4 – 0     | Нідерланди | товариський матч | -    |          |
| 25-10-1953 | Роттердам | Нідерланди | 1 – 0     | Бельгія    | товариський матч | -    |          |
| 7-3-1954   | Роттердам | Нідерланди | 1 – 0     | Англія     | товариський матч | -    |          |
| 4-4-1954   | Антверпен | Бельгія    | 4 – 0     | Нідерланди | товариський матч | -    |          |
| 19-5-1954  | Стокгольм | Швеція     | 6 – 1     | Нідерланди | товариський матч | -    |          |
| 30-5-1954  | Цюрих     | Швейцарія  | 3 – 1     | Нідерланди | товариський матч | -    |          |
| 24-10-1954 | Антверпен | Бельгія    | 4 – 3     | Нідерланди | товариський матч | -    |          |
| 10-5-1956  | Роттердам | Нідерланди | 1 – 4     | Ірландія   | товариський матч | -    |          |
| Усього     |           | Матчів     | 13        |            | Голів            | 0    |          |